# AACTA International Awards 2021
Die 10. Verleihung der australischen AACTA International Awards (englisch 10th AACTA International Awards), die jährlich von der Australian Academy of Cinema and Television Arts (AACTA) vergeben werden, fand am 5. März 2021 statt. Sie ehrten die besten internationalen Filme des Jahres 2020 und sind so das Gegenstück zu den im November 2020 stattgefundenen zehnten AACTA Awards für australische Filme. Da wegen der Corona-Pandemie keine Reisen möglich waren, wurde auf die übliche Veranstaltung in West Hollywood verzichtet, stattdessen wurden nur die Gewinner über YouTube bekanntgegeben.

## Übersicht
Die Nominierungen wurden am 13. Februar 2021 bekanntgegeben. Gegenüber der Verleihung aus dem Vorjahr wurden vier neue Kategorien für das internationale Fernsehen eingeführt. So werden erstmals Preise für die beste Drama- und Comedyserie sowie für den besten Seriendarsteller und die beste Seriendarstellerin vergeben.
Mit sechs Nominierungen im Bereich Film erhielt das Filmdrama Nomadland die meisten Nennungen, gefolgt von The Trial of the Chicago 7 mit fünf. Ebenfalls mehrere Nominierungen erhielten The Father, Mank, Promising Young Woman (jeweils 4), Ma Rainey’s Black Bottom und Milla Meets Moses (jeweils 2). Im Bereich Fernsehen erreichte die Comedyserie Schitt’s Creek mit drei die meisten Nominierungen, gefolgt von Das Damengambit, Mystery Road – Verschwunden im Outback, Normal People sowie The Undoing mit jeweils zwei.
Promising Young Woman und The Trial of the Chicago 7 gewannen jeweils zwei Auszeichnungen. Der Thriller war als bester Film und für die beste Hauptdarstellerin (Carey Mulligan) erfolgreich. Die Filmbiografie setzte sich mit Aaron Sorkin für das beste Drehbuch und Sacha Baron Cohen für den besten Nebendarsteller durch. Für die beste Regie wurde Chloé Zhao für Nomadland, als bester Hauptdarsteller Chadwick Boseman postum für Ma Rainey’s Black Bottom und als beste Nebendarstellerin Olivia Colman für The Father gewürdigt. Ebenfalls auf zwei Siege kam die Miniserie Das Damengambit, die als beste Dramaserie und die beste Seriendarstellerin (Anya Taylor-Joy) ausgezeichnet wurde. Als beste Comedyserie wurde Schitt’s Creek und als bester Seriendarsteller Aaron Pedersen für seine Rolle in Mystery Road prämiert.

## Gewinner und Nominierte im Bereich Film
| Film                       | N | A |
| -------------------------- | - | - |
| Nomadland                  | 6 | 1 |
| The Trial of the Chicago 7 | 5 | 2 |
| Promising Young Woman      | 4 | 2 |
| The Father                 | 4 | 1 |
| Mank                       | 4 | 0 |
| Ma Rainey’s Black Bottom   | 2 | 1 |
| Milla Meets Moses          | 2 | 0 |

### Bester Film
Promising Young Woman – Produktion: Ben Browning, Emerald Fennell, Ashley Fox und Josey McNamara
The Father – Produktion: Philippe Carcassonne, Jean-Louis Livi und David Parfitt
Minari – Wo wir Wurzeln schlagen (Minari) – Produktion: Dede Gardner, Jeremy Kleiner und Christina Oh
Nomadland – Produktion: Mollye Asher, Dan Janvey, Frances McDormand, Peter Spears und Chloé Zhao
The Trial of the Chicago 7 – Produktion: Stuart M. Besser und Marc Platt

### Beste Regie
Chloé Zhao – Nomadland
Pete Docter – Soul
Emerald Fennell – Promising Young Woman
David Fincher – Mank
Aaron Sorkin – The Trial of the Chicago 7

### Bestes Drehbuch
Aaron Sorkin – The Trial of the Chicago 7
Emerald Fennell – Promising Young Woman
Jack Fincher – Mank
Christopher Hampton und Florian Zeller – The Father
Chloé Zhao – Nomadland

### Bester Hauptdarsteller
Chadwick Boseman (postum) – Ma Rainey’s Black Bottom
Riz Ahmed – Sound of Metal
Adarsh Gourav – Der weiße Tiger (The White Tiger)
Anthony Hopkins – The Father
Gary Oldman – Mank

### Beste Hauptdarstellerin
Carey Mulligan – Promising Young Woman
Viola Davis – Ma Rainey’s Black Bottom
Vanessa Kirby – Pieces of a Woman
Frances McDormand – Nomadland
Eliza Scanlen – Milla Meets Moses (Babyteeth)

### Bester Nebendarsteller
Sacha Baron Cohen – The Trial of the Chicago 7
Chadwick Boseman (postum) – Da 5 Bloods
Ben Mendelsohn – Milla Meets Moses (Babyteeth)
Mark Rylance – The Trial of the Chicago 7
David Strathairn – Nomadland

### Beste Nebendarstellerin
Olivia Colman – The Father
Marija Bakalowa – Borat Anschluss Moviefilm (Borat Subsequent Moviefilm)
Saoirse Ronan – Ammonite
Amanda Seyfried – Mank
Charlene Swankie – Nomadland

## Gewinner und Nominierte im Bereich Fernsehen
| Serie                                  | N | A |
| -------------------------------------- | - | - |
| Schitt’s Creek                         | 3 | 1 |
| Das Damengambit                        | 2 | 2 |
| Mystery Road – Verschwunden im Outback | 2 | 1 |
| Normal People                          | 2 | 0 |
| The Undoing                            | 2 | 0 |

### Beste Dramaserie
Das Damengambit (The Queen’s Gambit)
The Crown
I May Destroy You
The Mandalorian
Mystery Road – Verschwunden im Outback (Mystery Road)

### Beste Comedyserie
Schitt’s Creek
After Life
The Great
Sex Education
What We Do in the Shadows

### Bester Seriendarsteller
Aaron Pedersen – Mystery Road – Verschwunden im Outback (Mystery Road)
Jason Bateman – Ozark
Hugh Grant – The Undoing
Daniel Levy – Schitt’s Creek
Paul Mescal – Normal People

### Beste Seriendarstellerin
Anya Taylor-Joy – Das Damengambit (The Queen’s Gambit)
Cate Blanchett – Mrs. America
Daisy Edgar-Jones – Normal People
Nicole Kidman – The Undoing
Catherine O’Hara – Schitt’s Creek